# Anno Domini
Anno Domini (превод са латинског: „лета Господњег”), скраћено AD или A.D., ознака је под којем су се бројале или се још броје године у јулијанском и грегоријанским календару. Пуни израз је могао бити: Anno Domini Nostri Iesu (Jesu) Christi (српски: „у години нашег Господа Исуса Христа”).
Календарска ера која се броји почива на традиционално израчунатој години Исусовог зачећа и рођења. Ознака пре Христа означава године пре Христовог рођења (на енглеском: Before Christ).
Систем лета Господњег је настао 525, а у западној Европи се користи тек од 8. века. Масовније се у Европи користи од 11. до 14. века а последња западноевропска држава која усваја овај систем је Португал 1422. Код православних земаља улази у употребу у 15. веку у Грчкој, а од 18. века у Русији пошто је Петар Велики 1700. извео календарску реформу.
Бројање година по овом систему је најраширенији на свету услед колонизације других континената након 15. века.